# Ngày Kem làm Bữa ăn sáng

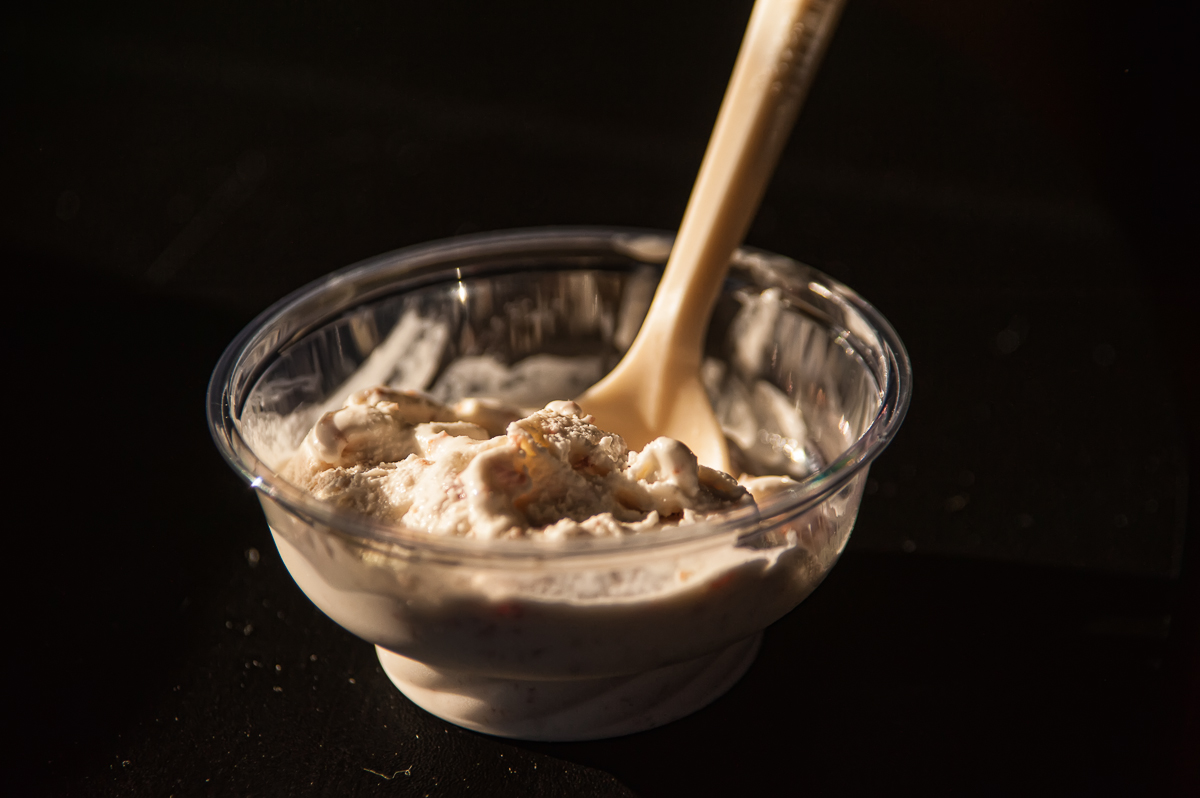
Một ly kem được nhà bán kem cung cấp miễn phí nhân kỷ niệm Ngày Kem làm Bữa ăn sáng năm 2014

Ngày Kem làm Bữa ăn sáng (tiếng Anh: Ice Cream For Breakfast Day) là một ngày lễ không chính thức được cử hành vào ngày thứ Bảy đầu tiên trong tháng Hai khi một số người cố tình dùng kem làm bữa ăn sáng.

## Lịch sử
Ngày lễ này được Florence Rappaport phát minh ra vào một ngày mùa đông đầy tuyết trong thập niên 1960 ở Rochester, New York. Bản thân là một người mẹ có sáu đứa con, hai đứa con út của bà tên là Ruth (nay là Kristal) và Joe Rappaport chính là người đã truyền cảm hứng cho Florence vào một buổi sáng tháng Hai lạnh giá và đầy tuyết. Nhằm khiến chúng thích thú, Florence tuyên bố đây là Ngày Kem làm Bữa ăn sáng. Bà giải thích, "Trời lạnh và có tuyết và lũ trẻ phàn nàn rằng quá lạnh để làm bất cứ điều gì. Vì vậy, tôi chỉ nói, 'Hãy dùng kem làm bữa ăn sáng.'"  Năm sau, chúng nhắc bà nhớ về ngày này và từ đó mở đầu truyền thống mới. Năm chính xác của ICFBD đầu tiên không được ghi lại, nhưng nhiều người suy đoán đó là năm 1966, khi một trận bão tuyết lớn ập đến Rochester vào cuối tháng Giêng, làm đổ nhiều lớp tuyết xuống Rochester và các trường học buộc phải đóng cửa. Khi anh chị em nhà Rappaport dần trưởng thành, họ cho tổ chức tiệc tùng và giới thiệu truyền thống này với bạn bè khi còn học đại học, và Ngày Kem làm Bữa ăn sáng bắt đầu lan rộng ra toàn nước Mỹ.

## Ngày lễ toàn cầu
Ngày lễ này bắt đầu lan rộng khắp thế giới nhờ vào sự quảng bá của mấy đứa cháu nhà Florence vốn từng đi du lịch rất nhiều nơi. Lễ kỷ niệm đã được ghi nhận ở Nepal, Namibia, Đức, New Zealand và Honduras.  Một số chỉ là lễ kỷ niệm gia đình nhỏ và số khác là các bữa tiệc lớn hơn. Ngày lễ này thậm chí còn được tổ chức ở Trung Quốc từ năm 2003 và được đăng trên ấn bản tiếng Trung của tạp chí Cosmopolitan và các tạp chí địa phương ở Hàng Châu, Trung Quốc.
Ngày Kem làm Bữa ăn sáng đặc biệt phổ biến ở Israel. Tờ báo Haaretz của Israel lần đầu tiên đưa tin về ICFBD vào năm 2013 bằng tiếng Do Thái và sau đó là bằng tiếng Anh vào năm 2014. Năm 2020, tờ The Jerusalem Post đưa tin rằng khoảng 100.000 người ở Israel dự kiến sẽ tổ chức lễ kỷ niệm này.

## Sự kiện từ thiện
Florence Rappaport và các con của bà không bao giờ tưởng tượng được ảnh hưởng của ngày lễ do họ tự làm sẽ lan rộng đến mức nào. Trong những năm gần đây, một số cửa hàng kem trên khắp nước Mỹ đã bắt đầu sử dụng Ngày Kem làm Bữa ăn sáng để gây quỹ từ thiện (và để thu hút một số khách hàng dưới thời tiết lạnh giá). Xem các liên kết để biết thông tin mô tả về các sự kiện gây quỹ cho các tổ chức từ thiện.